# Wilhelm Scherer

Wilhelm Scherer

Wilhelm Scherer (* 26. April 1841 in Schönborn, Niederösterreich; † 6. August 1886 in Berlin) war ein österreichischer Germanist.

## Leben
Scherer wurde als Sohn eines Franken und einer Österreicherin auf Schloss Schönborn geboren. Sein Vater starb, als er vier Jahre alt war. Die Mutter heiratete bald darauf einen Freund ihres verstorbenen Ehemannes. Nach mehreren Ortswechseln besuchte Wilhelm Scherer ab 1854 das Akademische Gymnasium Wien. Er wechselte mit 17 Jahren an die Universität Wien und hörte Deutsche Philologie bei Franz Pfeiffer.
1860 ging Scherer an die Universität Berlin, wo er unter anderem bei Moriz Haupt, Franz Bopp, Leopold von Ranke und bei Karl Müllenhoff hörte. Vor allem Müllenhoff förderte den begabten Studenten und beteiligte ihn 1864 an der Herausgabe der Denkmäler deutscher Poesie und Prosa aus dem VIII. bis XII. Jahrhundert. In Berlin stand Scherer in Kontakt zu Jacob Grimm, über dessen Leben und Werk er 1865 sein erstes Buch veröffentlichte.
1862 wurde Scherer in Wien promoviert. 1864 habilitierte er sich. Nach vier Jahren als Privatdozent wurde er 1868 Nachfolger seines Lehrers Pfeiffer auf dem Wiener Lehrstuhl für Deutsche Philologie. 1872 wurde er an die neu gegründete Kaiser-Wilhelms-Universität Straßburg im Reichsland Elsaß-Lothringen berufen. Nach fünf Jahren ging er zurück nach Berlin, wo er die für ihn geschaffene Professur für neuere deutsche Literaturgeschichte übernahm.
Mit 38 Jahren heiratete er die Sängerin Marie Leeder (1855–1939). Wilhelm Scherer starb mit 45 Jahren an einem Schlaganfall. Er wurde auf dem Alten St.-Matthäus-Kirchhof Berlin beigesetzt. Zahlreiche seiner Schüler, darunter Konrad Burdach, Richard M. Meyer, Gustav Roethe, Erich Schmidt, Ferdinand Wrede und Edward Schröder, wirkten bis weit in das 20. Jahrhundert hinein und beeinflussten die Entwicklung der Germanistik.

## Bedeutung
Scherer veröffentlichte auf allen Gebieten der deutschen Philologie. Als seine Hauptwerke gelten Zur Geschichte der deutschen Sprache (1868) und die vielfach aufgelegte Geschichte der deutschen Literatur (1883). Er gilt als einer der Begründer der Goethe-Philologie. 1885 zum ersten Vizepräsident der Goethe-Gesellschaft gewählt, war an der Vorbereitung der im Auftrag der Weimarer Großherzogin Sophie von Sachsen herausgegebenen Sophien-Ausgabe der Werke Goethes beteiligt.
Scherer gilt als einer der einflussreichsten Germanisten. Als einer der letzten Vertreter seiner Disziplin vertrat er selbständig alle Hauptgebiete der Germanistik in Forschung und Lehre. Scherer gründete in Straßburg und Berlin germanistische Seminare und beschäftigte sich als einer der ersten Hochschullehrer mit neuerer deutscher Literatur. Die von ihm begründete Scherer-Schule war in der Wissenschaftsgeschichte lange Zeit als Hort des literaturwissenschaftlichen Positivismus umstritten.
Auf ihn geht die bis heute gängige Einteilung der deutschen Sprachgeschichte in 300-Jahre-Abschnitte zurück, namentlich Althochdeutsch (750–1050), Mittelhochdeutsch (1050–1350), Frühneuhochdeutsch (1350–1650) und Neuhochdeutsch (1650 bis heute).
Weiters stellte Scherer die Theorie der Blüteepochen auf. Dabei handelt es sich um den Versuch einer Periodisierung der deutschen Literaturgeschichte. Scherer meinte, dass es rund alle 300 Jahre zyklenhaft zu einem Wechsel von blütenhaften (frauenhaften) Epochen zu Epochen des Verfalls (männischen Epochen) kommen würde. Die Zeiten der höchsten Blüte würden dabei um 1200 und um 1800 sein. Blüteepochen wären damit die Zeiten von 1050 bis 1350 und 1650 bis 1950. Perioden des Verfalls wären 750 bis 1050 und 1350 bis 1650 gewesen. Die Trennung erfolgte jedoch nicht so streng, sondern relativ, da sich etwas von einer vergangenen Epoche auf die folgende vererben würde. In diese Periodisierungstheorie flossen Reste einer biologisch determinierten Deutung von Literatur ein, die sich an Lebensalter und Wechsel der Jahreszeiten, also an der Natur, orientierte.
Scherer betrieb maßgeblich die Ausstattung der geisteswissenschaftlichen Fakultäten der Universitäten mit Seminarbibliotheken als Präsenzbibliotheken. Infolgedessen mussten Seminare nicht mehr in den Wohnungen, d. h. in den Privatbibliotheken der Professoren abgehalten werden. Dank der Seminarbibliotheken wurden die wichtigsten Bücher des jeweiligen Faches am Ort von Lehre und Forschung allgemein verfügbar.

## Ehrungen

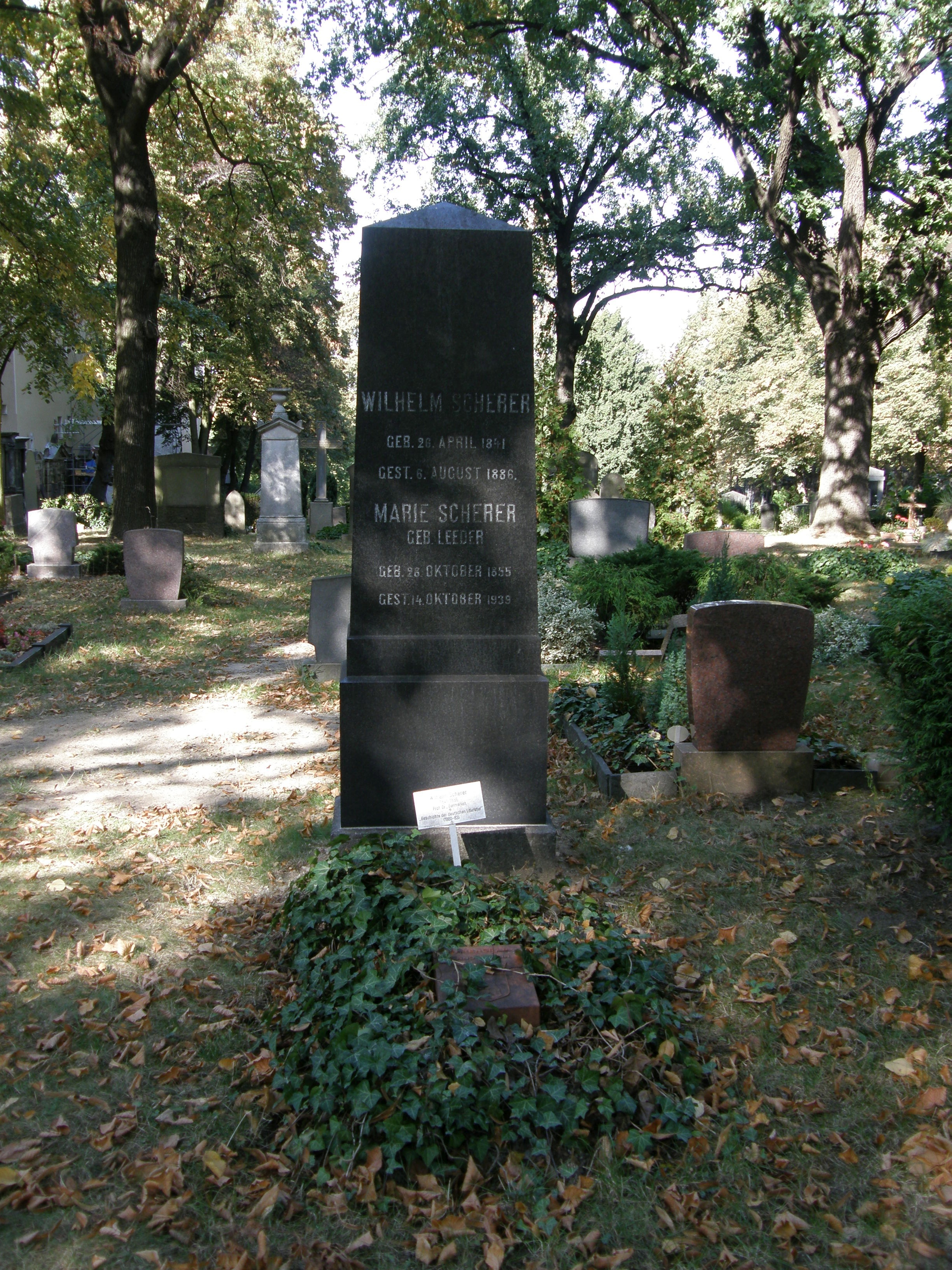
Grabstätte (Ehrengrab)

- korrespondierendes Mitglied der Österreichischen Akademie der Wissenschaften (1869)
- korrespondierendes Mitglied der Bayerischen Akademie der Wissenschaften (1884)
- ordentliches Mitglied der Preußischen Akademie der Wissenschaften (1884)
- Geheimer Regierungsrat (1885)
- Schererstraße in Berlin-Wedding, seit dem 18. Juni 1907
- Schererstraße in Floridsdorf (Wien 21. Bezirk), seit 1954
- Ehrengrab der Stadt Berlin auf dem Alten St. Matthäus-Kirchhof in Berlin-Schöneberg
- Ehrenmitglied der Wiener akademischen Burschenschaft Silesia[4]

## Werke
- Jacob Grimm, 1865.
- Leben Willirams Abtes von Ebersberg in Baiern, 1866.
- Zur Geschichte der deutschen Sprache, 1868.
- Deutsche Studien:
  - Bd. I: Spervogel, 1870.
  - Bd. II: Die Anfänge des Minnesanges, 1870.
- zusammen mit Ottokar Lorenz: Geschichte des Elsasses von den ältesten Zeiten bis auf die Gegenwart. Bilder aus dem politischen und geistigen Leben der deutschen Westmark. Zweite Auflage, Duncker, Berlin 1872 (Google Books).
- Geistliche Poeten der deutschen Kaiserzeit. Studien, 1874.
- Vorträge und Aufsätze zur Geschichte des geistigen Lebens in Deutschland und Österreich, 1874.
- Geschichte der deutschen Dichtung im elften und zwölften Jahrhundert, 1875.
- Anfänge des deutschen Prosaromans und Jörg Wickram von Colmar, 1875.
- Aus Goethes Frühzeit, 1879.
- Geschichte der deutschen Litteratur, 1883.
- Emanuel Geibel, 1884.
- Rede auf Jakob Grimm, 1885.
- Gedächtnissrede auf Karl Müllenhoff, 1885.
- Aufsätze über Goethe, 1886 (online – Internet Archive).
- Poetik, 1888 (Digitalisat und Volltext im Deutschen Textarchiv) Kap. Die Dichtungsarten, Kap. Der Tauschwerth der Poesie und der litterarische Verkehr (Memento vom 19. Dezember 2015 im Internet Archive).
- Schriften, hrsg. von Konrad Burdach, 1890.

## Briefe
- Briefwechsel. Wilhelm Scherer – Erich Schmidt, hrsg. von Werner Richter u. Eberhard Lämmert, 1963.
- Briefwechsel 1872–1886. Wilhelm Scherer – Elias von Steinmeyer, hrsg. von Horst Brunner u. Joachim Helbig, 1982.
- Wilhelm Scherer. Briefe und Dokumente aus den Jahren 1853 bis 1886, hrsg. von Mirko Nottscheid und Hans-Harald Müller, 2005, ISBN 3-89244-826-4.